# Dimitri Diatchenko
Dimitri Diatchenko (ur. 11 kwietnia 1968, zm. 21 kwietnia 2020) – amerykański aktor i muzyk.

## Filmografia

### Filmy
- Czarnobyl. Reaktor strachu (Chernobyl Diaries, 2012) jako Jurij.
- Burning Palms (2010) jako Bob
- Indiana Jones i Królestwo Kryształowej Czaszki (Indiana Jones and the Kingdom of the Crystal Skull, 2008) jako Rosjanin
- Dorwać Smarta (Get Smart, 2008) jako rosyjski sługus
- Remarkable Power (2008) jako Ivan
- Longest Yard Sale (2007) jako Grammy
- Miriam Alexi (2006) jako Alexi
- The Genius Club (2006) jako mechanik Jesse
- G.I. Jane (1997) jako żołnierz na ćwiczeniach

### Seriale
- How I Met Your Mother (2012)
- Sons of Anarchy (2011)
- Szpital miejski (2010)
- CSI: Miami (2009)
- Family Guy (2009)
- The Riches (2008)
- My Own Worst Enemy (2008)
- Agentka o stu twarzach (2001)
- V.I.P. (2000)
- Highway to Hell (2000)
- Walker, Texas Ranger (1999)
- Pensacola – Flügel aus Stahl (1999)
- Timecop (1998)
- Ochrona absolutna (1997)
- Diagnose: Mord (1997)